# FBX
FBX (Filmbox) est un format de fichier propriétaire (.fbx) développé originellement par Kaydara, puis par Autodesk. Il est utilisé pour assurer l'interopérabilité entre les applications de création de contenu (en) numérique.

## Histoire
FBX était à l'origine un format de fichier de remplacement pour le logiciel Filmbox de Kaydara. Filmbox était une application qui enregistrait les données des dispositifs de capture de mouvement. Avant 1996, Filmbox utilisait un format de fichier, nommé FLM, qui ne prenait en charge que les données de mouvement, ces données étaient une version sérialisée des bibliothèques (binary dump). Cette méthode ne fonctionnait pas avec toutes les versions du logiciel Filmbox et les premiers à adopter de Filmbox réclamaient l'implémentation d'un personnage cible dans une scène avec les données de capture de mouvement, afin de permettre la visualisation des données dans une vue en 3D avec des marqueurs d'affichage.
En 1996, Kaydara a publié un nouveau format natif de fichier avec Filmbox 1.5 appelé FBX (abréviation de FilmBoX). Le format utilise un modèle orienté objet, permettant de traiter le mouvement et la 2D, la 3D, l'audio et la vidéo. Le format a été supporté par d'autres logiciels 3D comme Maxon Cinema 4D, Houdini, SoftImage 3D, Alias|Wavefront PowerAnimator, NewTek LightWave 3D, Kinetix Autodesk 3ds Max, mais aussi Blender.
Filmbox a été renommé MotionBuilder en 2002 avec sa version 4.0.
En 2003, Kaydara lança FBX pour le lecteur Quicktime d'Apple. Alias annonça vouloir acquérir Kaydara le 8 août 2004 et parvint à un accord en septembre de la même année. Un Kit de développement fut développé en 2005 pour standardiser le modèle d'objet et permettre aux développeurs d'autres programmes de produire des plug-ins. Alias fut acheté par Autodesk le 10 janvier 2006.